# Truve
Truve är en ort belägen mellan Lidköping och Götene i Västra Götaland. Förutom golfbana finns Truveholm, ett äldre herresäte samt Truvebadet. I närheten av Truvebadet ligger ett stationshus, byggt i slutet av 1800-talet.
En mindre del av Truvebadet är numera ett, av Lidköpings kommun godkänt och därmed officiellt, nakenbad.